# Esteban Sapir
Esteban Sapir es un director, productor, fotógrafo, camarógrafo y guionista de cine argentino (n. 6 de junio de 1967 en Buenos Aires, Argentina)

## Historia
Sapir se formó como cineasta en el ENERC comenzó su carrera cinematográfica dirigiendo publicidades comerciales y videos musicales. Su primer largometraje, Picado Fino de 1996, intervino en concursos internacionales de cine obteniendo una mención especial en el Festival cinematográfico de La Habana, Cuba.
En 2007 estuvo a cargo de la dirección del comercial del Banco de la Provincia de Buenos Aires titulado «Don Luis y Perla», considerado el primer anuncio en televisión emitido en Argentina que presentaba de manera positiva a una persona travesti.

## Filmografía

### Como director
- 1996 - Picado fino
- 2004 - Shakira: Live and Off the Record
- 2007 - La antena

### Como guionista
- 1996 - Picado fino
- 2007 - La antena

### Como camarógrafo
- 1995 - La ausencia (cortometraje)
- 1997 - Prohibido (documental)
- 1997 - Aluap (cortometraje)
- 1998 - Un crisantemo estalla en cinco esquinas
- 1999 - Esa maldita costilla

### Como director de fotografía
- 1999 - Río escondido

## Premios
Fue merecedor de varios premios internacionales

### Premio de la Asociación Argentina Críticos
| 2008 | Ganador: Cóndor de Plata  | Mejor director: La antena (2007)              |
| 2001 | Nominado: Cóndor de Plata | Mejor fotografía: El nadador inmóvil (2000)   |
| 1999 | Nominado: Cóndor de Plata | Mejor ópera prima: Picado fino (1996)         |
| 1998 | Ganador: Cóndor de Plata  | Mejor fotografía: La vida según Muriel (1997) |

Festival internacional de cine de Chicago
| 2007 | Nominado: Premio Hugo de oro | Nuevo director en competencia: La antena (2007) |

### Premios Clarín
| 2007 | Ganador: Premio Clarín | Mejor director - Cine: La antena (2007) |

### Fantasia Film Festival
| 2008 | 3rd lugar: Fantasia Ground-Breaker Award | La antena (2007) |

### Festival cinematográfico de La Habana
| 1996 | Ganador: Premio FIPRESCI - Mención especial | Picado fino (1996) |

### Festival Internacional de Molodist
| 1997 | Nominated: Premio mejor película | Mejor largometraje de ficción: Picado fino (1996) |

### Semana internacional del cine fantástico de Málaga
| 2007 | Ganador: Mejor guion cinematográfico | La antena (2007) |

### Festival internacional de cine fantástico de Neuchâtel
| 2007 | Ganador: Premio Denis-de-Rougemont | La antena (2007)                                    |
| 2007 | Nominado: Premio Narcisse          | Mejor realización cinematográfica: La antena (2007) |